# Torneo masculino de fútbol en los Juegos Bolivarianos de 2013
El Torneo de Fútbol Masculino fue una disciplina deportiva en los XVII Juegos Bolivarianos de 2013. Comenzó el 17 de noviembre y culminó el 25 de noviembre de 2013. Los participantes fueron las selecciones masculinas sub-18.

## Sede
El Estadio Mansiche es el estadio en el que se albergó esta competición, tiene capacidad para 25 036 espectadores. Fue construido en 1946.
| Trujillo                           |
| ---------------------------------- |
| Estadio Mansiche Capacidad: 25 036 |
|                                    |

## Equipos participantes
| Equipos participantes | Equipos participantes | Equipos participantes |
| --------------------- | --------------------- | --------------------- |
| Colombia              | Bolivia               | Ecuador               |
| Guatemala             | Perú                  | Venezuela             |

## Grupos

### Grupo A
| Equipo    | Pts | PJ | PG | PE | PP | GF | GC | Dif |
| --------- | --- | -- | -- | -- | -- | -- | -- | --- |
| Perú      | 4   | 2  | 1  | 1  | 0  | 2  | 1  | 1   |
| Guatemala | 2   | 2  | 0  | 2  | 0  | 2  | 2  | 0   |
| Venezuela | 1   | 2  | 0  | 1  | 1  | 1  | 2  | –1  |

| 17 de noviembre de 2013, 18:00 | Perú       | 1:1 (0:0) | Guatemala  | Estadio Mansiche, Trujillo |                            |
|                                | Peña 90+1' |           | 84' Robles | Árbitro(s): Jorge Mancilla | Árbitro(s): Jorge Mancilla |

| 19 de noviembre de 2013, 17:00 | Venezuela | 1:1 (1:0) | Guatemala    | Estadio Mansiche, Trujillo |                          |
|                                | Ponce 7'  |           | 87' Portillo | Árbitro(s): Carlos Ulloa   | Árbitro(s): Carlos Ulloa |

| 21 de noviembre de 2013, 19:00 | Perú         | 1:0 (1:0) | Venezuela | Estadio Mansiche, Trujillo    |                               |
|                                | Da Silva 41' |           |           | Árbitro(s): José Luis Espinel | Árbitro(s): José Luis Espinel |

### Grupo B
| Equipo   | Pts | PJ | PG | PE | PP | GF | GC | Dif |
| -------- | --- | -- | -- | -- | -- | -- | -- | --- |
| Colombia | 4   | 2  | 1  | 1  | 0  | 7  | 2  | 5   |
| Ecuador  | 4   | 2  | 1  | 1  | 0  | 7  | 4  | 3   |
| Bolivia  | 0   | 2  | 0  | 0  | 2  | 2  | 10 | –8  |

| 17 de noviembre de 2013, 16:00 | Colombia                                                   | 5:0 (1:0) | Bolivia | Estadio Mansiche, Trujillo |  |
|                                | Arango 39' · Zapata 64' · Villarreal 77' · Carrera 82' 90' |           |         |                            |  |

| 19 de noviembre de 2013, 19:00 | Ecuador                                                   | 5:2 (3:1) | Bolivia       | Estadio Mansiche, Trujillo |                          |
|                                | Parrales 11' 14' · Gruezo 35' · Castillo 57' · Alemán 64' |           | Arano 38' 77' | Árbitro(s): Luis Sánchez   | Árbitro(s): Luis Sánchez |

| 21 de noviembre de 2013, 17:00 | Colombia                  | 2:2 (0:1) | Ecuador                | Estadio Mansiche, Trujillo |                        |
|                                | Arango 62' · Zapata 90+3' |           | León 16' · Escobar 56' | Árbitro(s): José Hoyos     | Árbitro(s): José Hoyos |

## Fase final
|  | Semifinales             | Semifinales             |   |                 | Final                   | Final                   |  |
|  | 23 de noviembre de 2013 | 23 de noviembre de 2013 |   |                 | 25 de noviembre de 2013 | 25 de noviembre de 2013 |  |
|  |                         |                         |   |                 |                         |                         |  |
|  | 23 de noviembre         |                         |   |                 |                         |                         |  |
|  | Perú                    | 2                       |   |                 |                         |                         |  |
|  | Ecuador                 | 3                       |   |                 |                         |                         |  |
|  |                         |                         |   |                 |                         |                         |  |
|  |                         |                         |   |                 | 25 de noviembre         |                         |  |
|  |                         |                         |   |                 | Ecuador                 | 1                       |  |
|  |                         | Colombia                | 3 |                 |                         |                         |  |
|  |                         |                         |   |                 |                         |                         |  |
|  |                         |                         |   |                 |                         |                         |  |
|  |                         |                         |   |                 | Tercer lugar            |                         |  |
|  | 23 de noviembre         | 23 de noviembre         |   | 25 de noviembre | 25 de noviembre         |                         |  |
|  | Colombia                | 1                       |   | Perú            | 3                       |                         |  |
|  | Guatemala               | 0                       |   |                 | Guatemala               | 0                       |  |

### Quinto y sexto lugar
| 23 de noviembre de 2013, 14:00 | Venezuela   | 1:2 (0:1) | Bolivia          | Estadio Mansiche, Trujillo |                        |
|                                | Canales 60' |           | Carrasco 35' 64' | Árbitro(s): Diego Haro     | Árbitro(s): Diego Haro |

### Semifinales
| 23 de noviembre de 2013, 16:00 | Colombia   | 1:0 (0:0) | Guatemala | Estadio Mansiche, Trujillo |                          |
|                                | Arango 71' |           |           | Árbitro(s): Carlos Ulloa   | Árbitro(s): Carlos Ulloa |

| 23 de noviembre de 2013, 18:00 | Perú                       | 2:3 (0:1) | Ecuador                                | Estadio Mansiche, Trujillo |                            |
|                                | Canales 50' · Da Silva 66' |           | Parrales 35' · Cortez 59' · Porozo 69' | Árbitro(s): Jorge Mansilla | Árbitro(s): Jorge Mansilla |

### Tercer lugar
| 25 de noviembre de 2013, 17:00 | Perú                                 | 3:0 (1:0) | Guatemala | Estadio Mansiche, Trujillo |                          |
|                                | Sandoval 26' · Cossio 57' · Peña 74' |           |           | Árbitro(s): Luis Sánchez   | Árbitro(s): Luis Sánchez |

### Final
| 25 de noviembre de 2013, 19:00 | Ecuador  | 1:3 (1:1) | Colombia                    | Estadio Mansiche, Trujillo |                        |
|                                | Vera 45' |           | Zapata 40' · Arango 50' 86' | Árbitro(s): Diego Haro     | Árbitro(s): Diego Haro |

|                             |
| Bandera de Colombia         |
| Campeón Colombia 4.º título |

## Medallero
| Evento           | Oro | Plata | Bronce |
| ---------------- | --- | --- | --- |
| Fútbol masculino | Colombia (COL) | Ecuador (ECU) | Perú (PER) |
| Equipos          | Cristian Daniel Arango Duque Jarlan Junior Barrera Escalona Alexis Andrés Escudero Castillo Andrés Felipe Gómez Viracacha Aldayr Hernández Basanta Daniel Londoño Castañeda Jeison Steven Lucumí Mina Mateo Mendoza Valderrama Alfredo José Morelos Avilés Luis Manuel Orejuela García Juan Sebastián Quintero Fletcher Déinner Alexander Quiñones Quiñones Rodin Jair Quiñones Rentería Carlos Enrique Rentería Olaya Davinson Sánchez Mina Luis Erney Vásquez Caicedo Sergio Leonardo Villarreal Ruiz Alexis Zapata Álvarez Entrenador: Carlos 'Piscis' Restrepo | Christian Fernando Alemán Alegría Eryc Leonel Castillo Arroyo Aníbal Hernán Chalá Ayoví Gabriel Eduardo Corozo Vásquez Gabriel Jhon Cortez Casierra Joffre Andrés Escobar Moyano Jackson David González Quiñónez Carlos Armando Gruezo Arboleda Jerry Gabriel León Nazareno Jhegson Sebastián Méndez Carabalí David Aníbal Mina Valencia Miguel Enrique Parrales Vera Daniel Guillermo Porozo Valencia Edisson Ernesto Recalde Báez Erick Romualdo Rentería Corozo Darwin Ernesto Suárez Vélez Gonzalo Roberto Valle Bustamante Carlos Enrique Vera Morán Entrenador: Iván Romero Nevárez | Luis Alfonso Abram Ugarelli Pedro Jesús Aquino Sánchez Dángelo Josué Artiaga Morales Fernando Alexis Canales Alvarado Alexis Cossio Zamora Luiz Humberto Da Silva Silva Luciano André Da Silva Silva Renzo Renato Garcés Mori Carlos Alfonso Grados Heredia Enmanuel Jesús Páucar Reyes Sergio Fernando Peña Flores Aldair Perleche Romero Luis Enrique Matthae Rivas Salazar Jeremy Martin Rostaing Verástegui Kevin Alejandro Ruiz Rosales Ray Anderson Sandoval Baylon Alexander Nasim Succar Cañote Gerson Gustavo Valladares Rodríguez Entrenador: Daniel Ahmed |

## Estadísticas

### Tabla general
| Pos. | Selección | Pts. | PJ | PG | PE | PP | GF | GC | Dif | Rend. |
| ---- | --------- | ---- | -- | -- | -- | -- | -- | -- | --- | ----- |
|      | Colombia  | 10   | 4  | 3  | 1  | 0  | 11 | 3  | 8   | 83.3% |
|      | Ecuador   | 7    | 4  | 2  | 1  | 1  | 11 | 9  | 2   | 58.3% |
|      | Perú      | 7    | 4  | 2  | 1  | 1  | 7  | 4  | 3   | 58.3% |
| 4.   | Guatemala | 2    | 4  | 0  | 2  | 2  | 2  | 6  | -6  | 16.7% |
| 5.   | Venezuela | 1    | 2  | 0  | 1  | 1  | 1  | 2  | –1  | 16.7% |
| 6.   | Bolivia   | 0    | 2  | 0  | 0  | 2  | 2  | 10 | –8  | 0%    |

### Goleadores
| Jugadores       | Selección | Goles |
| --------------- | --------- | ----- |
| Cristian Arango | Colombia  | 5     |
| Miguel Parrales | Ecuador   | 3     |
| Alexis Zapata   | Colombia  | 3     |
| Cristian Arano  | Bolivia   | 2     |
| Alexis Carrasco | Bolivia   | 2     |
| Sergio Peña     | Perú      | 2     |
| Beto da Silva   | Perú      | 2     |
| Jarlan Barrera  | Colombia  | 2     |